# Trappist-1e
Trappist-1e (eller 2MASS J23062928-0502285 e) är en exoplanet som är belägen 39 ljusår från jorden i Vattumannen. Planeten ligger i beboeliga zonen av röda dvärgen Trappist-1, zonen där vatten kan vara flytande. Den tros ha en järnrik kärna.

## Stjärna
Trappist-1 är en röd dvärg. med en massa på 0.089 solmassor, och en radie på 0,121 sol-radier. Temperaturen av stjärnan är 2516 Kelvin. Den har 7 planeter runt sig, och 4 av dem (d, e, f, och g) är i beboeliga zonen.

## Beboelighet
Trappist-1e är i beboeliga zonen av Trappist-1, vilket är zonen runt en stjärna där vatten kan vara flytande. Planeten antas ha en bunden rotation runt Trappist-1, vilket betyder att en och samma sida alltid visas mot sin stjärna, så att ena sidan har permanent dag, medan den andra har permanent natt. De bästa stället för liv på planeten skulle då kunna vara i zonen mellan de två hemisfärerna, där temperaturen är mer lämplig för liv. Om planeten har en tät atmosfär, så skulle detta kunna ge mer värme till nattsidan, och expandera den beboeliga zonen på planeten.